# Plagiostenopterina soror
Plagiostenopterina soror är en tvåvingeart som beskrevs av Günther Enderlein 1924. Plagiostenopterina soror ingår i släktet Plagiostenopterina och familjen bredmunsflugor.
Artens utbredningsområde är Taiwan. Inga underarter finns listade i Catalogue of Life.